# Liste von Warägern in Gardarike
Die Liste von Warägern in Gardarike führt Skandinavier auf, die vom 6. bis 13. Jahrhundert in Gardarike erwähnt wurden.
Gardarike war die altnordische Bezeichnung für ein Gebiet um die Burgen Kiew, Nowgorod, Ladoga und Polozk.
Aufgeführt werden Personen, die dauerhaft in Gardarike lebten und welche, die sich als Kaufleute, Krieger oder Gäste zeitweise dort aufhielten.
Berücksichtigt werden auch Personen, die als Kinder von Warägern in Gardarike geboren wurden.
Nicht berücksichtigt sind Waräger im Ostseeraum, in Hellespont, im Byzantinischen Reich und in Serkland (Sassaniden-Reich).

## Historischer Hintergrund
Spätestens seit dem 8. Jahrhundert fuhren Waräger aus Skandinavien entlang der Flüsse Düna, Dnjepr und Wolga nach Süden und Osten.
Um 750 gründeten sie eine Siedlung am Ladogasee als zentralen Aufenthaltsort und Ausgangspunkt für weitere Fahrten.
Um 860 kamen Rurik und seine Brüder nach Gardarike (Nowgorod und andere Burgen). Sie herrschten als Fürsten in der Rus. Alle Nachfolger bis ins 11. Jahrhundert hatten Waräger als Soldaten an ihrem Hof. Wladimir kam 978 mit 6.000 Warägern aus Skandinavien, um die Fürstentümer in Nowgorod und Kiew zu erobern. Jaroslaw holte 1018 600 Krieger zum gleichen Zweck.

## Fürsten
- Rurik (um 830–um 879), Fürst von Nowgorod (862–um 879)
- Sineus, Fürst von Beloosero (862– )
- Truwor, Fürst von Isborsk (862– )
- Oleg, Regent von Nowgorod (878–912) und Kiew (882–912)
- Rogwolod ( –978), Fürst von Polozk

## Statthalter
- Ragnvald Ulfsson, Statthalter von Ladoga (1019– )

## Zeitweise Aufenthalte
- Hvitserk (9. Jhd.), Sohn von Ragnar Lodbrok, getötet in Hunnaland (Kiew?)

## Kaufleute
- Ravnur Hólmgarðsfari (um 975), Händler aus Norwegen

## Söhne und Töchter von Warägern
2. Generation
- Askold und Dir, Fürsten von Kiew (um 880)
- Olga von Kiew (um 890–940), bei Pskow, Ehefrau von Igor, Fürst von Kiew
- Igor (um 905–945), Sohn von Rurik, Fürst von Kiew (912–945)
- Rogneda (um 962–um 1002), Polozk, Tochter von Rogwolod, Fürst von Polozk, Ehefrau von Wladimir dem Großen, Großfürst von Kiew